# オリガ・ヤムシチコワ
オリガ・ヤムシチコワ（ロシア語: Ольга Николаевна Ямщикова、1916年 - 1983年）とは、第二次世界大戦で活躍した女性パイロット。最終階級は大佐。公認撃墜機数は3機。戦後はテスト・パイロットを務め、ロシア航空隊の祖母（бабушка русской авиации）と呼ばれた。

## 経歴
14歳の時、レニングラード郊外の航空クラブで働き始め、飛行機に出会った。1932年、レニングラード航空モーター係学校に入学し、卒業後、中央飛行教官学校、中央高等パラシュート学校で学んだ。
1933年、レニングラード航空クラブの編隊長となる。1935年、同僚のリュドミーラ・チスチャコワ、エレーナ・カラタエワと共に、グライダー（R-5により曳航）でレニングラードからコクテベリ間の往復飛行を行い、グライダーによる長距離飛行の世界記録（1950km、13時間40分）を打ち立てた。
1938年、N.E.ジューコフスキー名称空軍技術アカデミーに入校。アカデミー卒業後の1942年5月、航空工場に派遣された。ヤムシチコワは、再三前線を志願したが、その度に却下された。彼女の願いは、同じくパイロットだった夫の戦死後にかなえられた。かくして、彼女は、第586女性戦闘機航空連隊の飛行大隊長となり、終戦まで戦った。
1943年11月、連隊はキエフの飛行場に移転し、市の防空と友軍のドニエプル渡河を支援した。12月19日の朝、ドイツ軍の爆撃機が渡河点に向かっているとの知らせを受け、ヤムシチコワの部隊は、これを迎撃した。この空中戦の結果、17機のドイツ軍機が撃墜され、その内7機が第586連隊の戦果だった。この際、味方に損害はなかった。
戦時中、ヤムシチコワは、217ソーティーを遂行し、93回の空中戦を行い、3機を撃墜した。
1945年初め、空軍科学研究所に移り、テスト・パイロットとなった。ここでは、8000回以上、約3000時間の飛行を行い、約40機種に搭乗した。1947年6月7日、ソ連女性として初めて、ジェット機のMiG-9に搭乗した。その後、Yak-17、Yak-18P、Yak-27、L-29の試験飛行を行った。
その後、健康を害し、技術者に転じ、試験チームの指導者を務めた。1983年に死去。

## パーソナル
労働赤旗勲章、二等祖国戦争勲章、赤星勲章3個を受賞。
2女を有した。